# Pectinodon
Pectinodon („hřebenový zub“) byl rod menšího teropodního dinosaura z čeledi Troodontidae, žijícího v období pozdní svrchní křídy (geologický věk maastricht) na území dnešního Wyomingu v USA (souvrství Lance).

## Popis
Holotyp druhu Pectinodon bakkeri nese označení UCM 38445 a jedná se o jediný izolovaný zub o délce 6,2 mm. Typový druh byl formálně popsán paleontologem Kennethem Carpenterem v roce 1982. Druhové jméno je poctou paleontologovi Robertu T. Bakkerovi. V roce 1985 popsal ruský paleontolog Lev Nessov další druh P. asiamericanus, ten je však dnes považován za nomen dubium (pochybné vědecké jméno). Až do roku 2013 byl druh Pectinodon bakkeri považován rovněž za pochybný rod a býval synonymizován s rodem Troodon. Vědecká studie z tohoto roku jej však označila za pravděpodobně platný a samostatný rod.